# Dursun Karataş
Dursun Karataş (Elazığ, 25 de marzo de 1952 – Arnhem, 11 de agosto de 2008) fue un comunista turco de origen kurdo, fundador del Partido Revolucionario de Liberación del Pueblo (DHKP-C).

## Biografía
Karataş fundó Dev Sol ("Izquierda Revolucionaria", precursor del DHKP-C) en 1978, como una rama del Dev Yol ("Camino Revolucionario"). El grupo tenía su sede en Estambul.
Karataş fue encarcelado después del golpe de Estado de 1980. En prisión se llevó a cabo una reorganización política. Los reclusos de Dev-Sol en la prisión de Bayrampaşa se negaron a cumplir órdenes y boicotearon asistencias a juicios. En prisión, Karataş escribió "Haklıyız Kazanacağız"; un trabajo que incluyó un análisis de los errores del movimiento y una lista de los enemigos de la organización. Fue publicado en dos volúmenes en 1989, abarcando más de mil páginas.
Escapó de prisión en 1989 y huyó a Europa Occidental. Entre 1989 y 1990, Dev Sol llevó a cabo una serie de ataques. Sin embargo, el 12 de julio de 1991, la Policía turca pudo desmantelar varias células de la organización. Karataş huyó definitivamente a Europa. En abril de 1992, su esposa Sabahat fue asesinada por la Policía turca.
Tras la represión policial contra Dev-Sol, Karataş fue secuestrado y detenido por el segundo al mando del movimiento, Bedri Yağan, el 13 de septiembre de 1993. Sin embargo, Karataş escapó de su cautiverio, y Dev-Sol quedó dividido. Karatas y sus seguidores reorganizaron su movimiento como DHKP-C.
El 9 de septiembre de 1994 fue arrestado en la frontera franco-italiana y sentenciado a cuatro años de prisión. En 2006, un tribunal belga lo condenó  in absentia.
Karataş murió el 11 de agosto de 2008 en el hospital de Rijnstate en la ciudad neerlandesa de Arnhem. (Algunas fuentes inicialmente informaron que había muerto en Bélgica, sin embargo, el portavoz de la organización en Bruselas, Bahar Kimyongür, dijo que los amigos de Karataş se reunieron para presentar sus respetos en los Países Bajos.) Se encuentra en el Gazi Cemevi de Estambul Más de 20,000 personas asistieron a su procesión fúnebre.